# Британско нашествие
Британското нашествие е явление, което протича в средата на 60-те години на 20-и век. Тогава редица рок и поп музиканти от Великобритания, заедно с други аспекти от британската култура, стават популярни в Съединените американски щати и са фактор във възхождащата контракултура от двете страни на Атлантическия океан. Рок групи като „Бийтълс“, „Дейв Кларк Файв“, „Кинкс“, „Ролинг Стоунс“, „Херман Хермитс“ и „Ху“ застават начело на това нашествие.

## Предистория
Бунтарският тон и образ на американските рокендрол и блус музиканти стават насъщни за британската младеж от края на 50-те години на 20-и век. Ранните търговски опити за дублиране на американския рокендрол се провалят, но вдъхновеното от традиционния джаз влечение към скифъла, заедно с нагласата „направи си сам“, е изходна точка за няколко британски сингъла, които попадат в „Билборд“.
Някои млади британски групи започват да комбинират различни британски и американски стилове, като например в Ливърпул през 1962 г. и характерния за него мърсибийт, оттам и „бийт бума“. През същата година първите три музикални дейци с британски корени достигат върха на „Билборд Хот 100“.
Някои наблюдатели отбелязват, че американските тийнейджъри са изморени от поп групи като „Фабиан Форте“, които са с насоченост към синглите. „Модс“ и „Рокерс“, две младежки групи в Англия от средата на 60-те години на 20-и век, също оказват влияние върху музиката на Британската инвазия. Музикални групи с модова естетика имат най-много последователи, но балансиращи групи като „Бийтълс“ също постигат успехи.